# Danio léopard
Danio truite
Le danio léopard, appelé aussi danio truite, est une variété de Poisson-zèbre (Danio rerio). N'existant pas à l'état sauvage, il n'est plus considéré comme une espèce distincte de la forme d'origine et les noms binominaux Danio frankei / Brachydanio frankei sont devenus des synonymes. Il se caractérise par un remplacement des rayures bleues continues du flanc par des taches bleues bien alignées,.

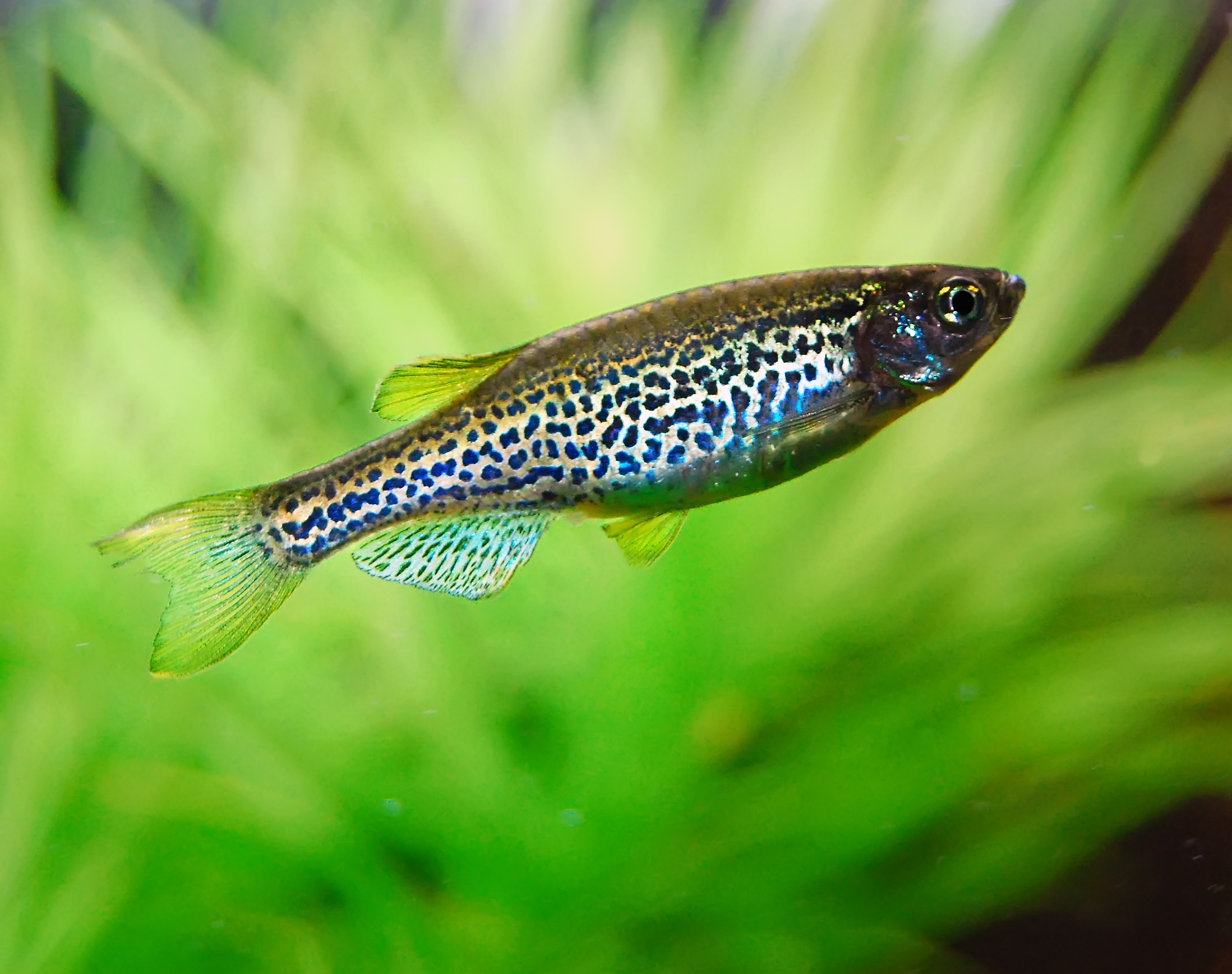
Un danio léopard dans son aquarium.
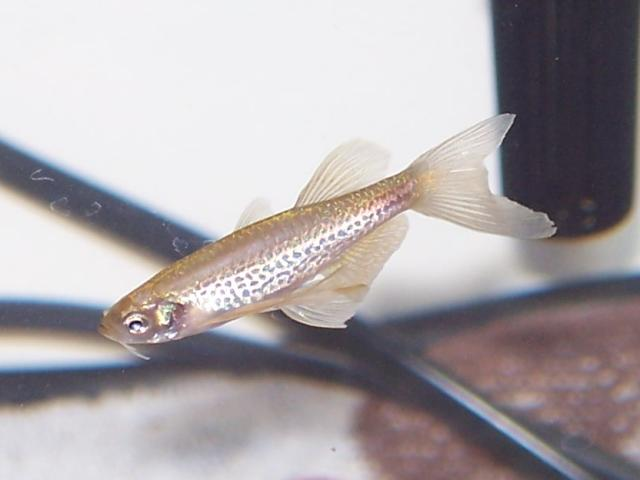
Un spécimen à longues nageoires, avec les barbillon bien visibles.